# Дубровский (Владимирская область)
Дубровский — посёлок при станции в Гусь-Хрустальном районе Владимирской области России, входит в состав муниципального образования «Посёлок Великодворский».

## География
Посёлок расположен в 11 км на север от центра поселения посёлка Великодворский и в 45 км на юг от Гусь-Хрустального, остановочный пункт Дубровский на железнодорожной линии Владимир — Тумская.

## История
Основан в начале XX века при строительстве Рязанско-Владимирской железной дороги, станция входила в состав Парахинской волости Касимовского уезда Рязанской губернии, с 1926 года — в составе Гусевского уезда Владимирской губернии. В 1926 году в посёлке числилось 7 дворов.
С 1929 года станция входила в состав Залесского сельсовета Гусь-Хрустального района, с 1935 года — в составе Уляхинского сельсовета Курловского района, с 1963 года — в составе Гусь-Хрустального района, с 2005 года — в составе муниципального образования «Посёлок Великодворский».

## Население
| 1905 | 1926 | 2002 | 2010 | 2021 |
| ---- | ---- | ---- | ---- | ---- |
| 29   | ↗33  | ↘20  | ↘14  | ↘5   |